# Молдова на летних Олимпийских играх 2016
Молдова на летних Олимпийских играх 2016 года была представлена 23 спортсменами (14 мужчин и 9 женщин) в девяти видах спорта. Это были шестые летние Олимпийские игры Молдовы в постсоветский период.
Впервые спортсмены из Молдовы принимали участие в тхэквондо и теннисе, а также после двух десятилетий отсутствия возобновили участие в гребле на каноэ.
Из 23 участников 15 дебютировали на Олимпийских играх, включая каноистов Олега Тарновского и его младшего брата Сергея, за два года до этого завоевавших золотую медаль на Летних юношеских Олимпийских играх 2014 года в Нанкине. Среди восьми участников, уже имевших опыт Олимпийских игр, были метатель молота Сергей Маргиевым и его старшие сестры Залиной Маргиевой и Мариной Ничишенко, толкатель ядра Иван Емельянов, который квалифицировался на свои четвертые Игры и в свои 39 лет являлся самым опытным спортсменом сборной, боец тхэквондо Аарон Кук, сменившие британское гражданство на молдавское после провала допинг-теста Олимпийских игр 2012 года, а также вольник Николае Чебан, который во второй раз был знаменосцем сборной на церемонии открытия.

## Состав сборной
Борьба
Вольная борьба
1. Евгений Недялко
2. Николае Чебан
3. Мариана Кердиварэ

Гребля на байдарках и каноэ
 Гребля на гладкой воде
1. Олег Тарновский
2. Сергей Тарновский

 Дзюдо
1. Валериу Думиникэ

 Лёгкая атлетика
1. Иван Емельянов
2. Владимир Летников
3. Роман Продиус
4. Сергей Маргиев
5. Залина Маргиева
6. Марина Маргиева
7. Наталья Стратулат
8. Димитриана Сурду
9. Лилия Фиськович

 Плавание
1. Алексей Санков
2. Татьяна Кишкэ

 Стрельба из лука
1. Александра Мырка

 Теннис
1. Раду Албот

 Тхэквондо
1. Аарон Кук

 Тяжёлая атлетика
1. Сергей Чекир
2. Александр Шпак
3. Наталья Прищепа

## Результаты соревнований

### Борьба
В соревнованиях по борьбе, как и на предыдущих трёх Играх, будет разыгрываться 18 комплектов наград. По 6 у мужчин в вольной и греко-римской борьбе и 6 у женщин в вольной борьбе. Турнир пройдёт по олимпийской системе с выбыванием. В утешительный раунд попадают участники, проигравшие в своих поединках будущим финалистам соревнований. Каждый поединок состоит из двух раундов по 3 минуты, победителем становится спортсмен, набравший большее количество технических очков. По окончании схватки, в зависимости от результатов спортсменам начисляются классификационные очки.
Мужчины
Вольная борьба
| Категория | Спортсмены      | Первый раунд           | 1/8 финала                  | Четвертьфинал        | Полуфинал            | Финал                | Место |
| Категория | Спортсмены      | Соперник Результат     | Соперник Результат          | Соперник Результат   | Соперник Результат   | Соперник Результат   | Место |
| --------- | --------------- | ---------------------- | --------------------------- | -------------------- | -------------------- | -------------------- | ----- |
| до 74 кг  | Евгений Недялко | Усербаев Казахстан 1-4 | Завершил выступление        | Завершил выступление | Завершил выступление | Завершил выступление | 16    |
| до 97 кг  | Николае Чебан   | Bye                    | Альберт Саритов Румыния 1-3 | Завершил выступление | Завершил выступление | Завершил выступление | 12    |

Женщины
Вольная борьба
| Категория | Спортсмены        | Первый раунд       | 1/8 финала         | Четвертьфинал         | Полуфинал             | Финал                 | Место |
| Категория | Спортсмены        | Соперник Результат | Соперник Результат | Соперник Результат    | Соперник Результат    | Соперник Результат    | Место |
| --------- | ----------------- | ------------------ | ------------------ | --------------------- | --------------------- | --------------------- | ----- |
| до 58 кг  | Мариана Кердиварэ | Антес Эквадор 3-0  | Малик Индия 1-3    | Завершила выступление | Завершила выступление | Завершила выступление | 11    |

### Водные виды спорта

#### Плавание
В следующий раунд на каждой дистанции проходят спортсмены, показавшие лучший результат, независимо от места, занятого в своём заплыве.
Мужчины
| Дистанция                 | Спортсмены     | Предварительный раунд | Предварительный раунд | Предварительный раунд | Полуфинал            | Полуфинал            | Полуфинал            | Финал                | Финал                |
| Дистанция                 | Спортсмены     | Заплыв                | Результат             | Место                 | Заплыв               | Результат            | Место                | Результат            | Место                |
| ------------------------- | -------------- | --------------------- | --------------------- | --------------------- | -------------------- | -------------------- | -------------------- | -------------------- | -------------------- |
| 200 метров вольным стилем | Алексей Санков | 1                     | 1:48,85               | 34                    | Завершил выступление | Завершил выступление | Завершил выступление | Завершил выступление | Завершил выступление |

Женщины
| Дистанция          | Спортсмены    | Предварительный раунд | Предварительный раунд | Предварительный раунд | Полуфинал             | Полуфинал             | Полуфинал             | Финал                 | Финал                 |
| Дистанция          | Спортсмены    | Заплыв                | Результат             | Место                 | Заплыв                | Результат             | Место                 | Результат             | Место                 |
| ------------------ | ------------- | --------------------- | --------------------- | --------------------- | --------------------- | --------------------- | --------------------- | --------------------- | --------------------- |
| 100 метров брассом | Татьяна Кишкэ | 2                     | 1:11,37               | 36                    | Завершила выступление | Завершила выступление | Завершила выступление | Завершила выступление | Завершила выступление |

### Гребля на байдарках и каноэ

#### Гребля на гладкой воде
Соревнования по гребле на байдарках и каноэ на гладкой воде проходят в лагуне Родригу-ди-Фрейташ, которая находится на территории города Рио-де-Жанейро. В каждой дисциплине соревнования проходят в три этапа: предварительный раунд, полуфинал и финал.
Уроженец Украины каноист Тарновский, представляющий Молдавию в Рио, лишен бронзы
Мужчины
| Соревнование                | Спортсмены        | Предварительный раунд | Предварительный раунд | Предварительный раунд | Полуфинал | Полуфинал | Полуфинал | Финал    | Финал | Итоговое место |
| Соревнование                | Спортсмены        | Заплыв                | Время                 | Место                 | Заплыв    | Время     | Место     | Время    | Место | Итоговое место |
| --------------------------- | ----------------- | --------------------- | --------------------- | --------------------- | --------- | --------- | --------- | -------- | ----- | -------------- |
| каноэ-одиночки, 200 метров  | Олег Тарновский   | 1                     | 40,852                | 2 Q SF                | 2         | 40,715    | 3 Q FB    | 40,280   | 4     | 12             |
| каноэ-одиночки, 1000 метров | Сергей Тарновский | 3                     | 4:05,193              | 1 Q FA                | -         | -         | -         | 4:00,852 | DSQ   | 3              |

### Дзюдо
Соревнования по дзюдо проводились по системе с выбыванием. В утешительные раунды попадали спортсмены, проигравшие полуфиналистам турнира. Два спортсмена, одержавших победу в утешительном раунде, в поединке за бронзу сражались с дзюдоистами, проигравшими в полуфинале.
Мужчины
| Категория | Спортсмены       | 1/32 финала        | 1/16 финала               | 1/8 финала                 | Четвертьфинал        | Полуфинал            | Финал                | Место |
| Категория | Спортсмены       | Соперник Результат | Соперник Результат        | Соперник Результат         | Соперник Результат   | Соперник Результат   | Соперник Результат   | Место |
| --------- | ---------------- | ------------------ | ------------------------- | -------------------------- | -------------------- | -------------------- | -------------------- | ----- |
| до 81 кг  | Валериу Думиникэ | не участвовал      | MNEС. Мрвалевич В 002:000 | ITAМ. Маркончини П 010:110 | завершил выступление | завершил выступление | завершил выступление | 9     |

### Лёгкая атлетика
Мужчины
Шоссейные дисциплины
| Дисциплина | Спортсмены    | Время   | Место | Отставание |
| ---------- | ------------- | ------- | ----- | ---------- |
| марафон    | Роман Продиус | 2:27:01 | 105   | 18:17      |

Технические дисциплины
| Дисциплина     | Спортсмены        | Квалификация | Квалификация | Финал                | Финал                |
| Дисциплина     | Спортсмены        | Результат    | Место        | Результат            | Место                |
| -------------- | ----------------- | ------------ | ------------ | -------------------- | -------------------- |
| тройной прыжок | Владимир Летников | 15,29        | 38           | Завершил выступление | Завершил выступление |
| толкание ядра  | Иван Емельянов    | 17,83        | 32           | Завершил выступление | Завершил выступление |
| метание молота | Сергей Маргиев    | 74,97        | 6 q          | 74,14                | 10                   |

Женщины
Шоссейные дисциплины
| Дисциплина | Спортсмены      | Время   | Место | Отставание |
| ---------- | --------------- | ------- | ----- | ---------- |
| марафон    | Лилия Фиськович | 2:34:05 | 27    | +10:01     |

Технические дисциплины
| Дисциплина     | Спортсмены        | Квалификация | Квалификация | Финал                | Финал                |
| Дисциплина     | Спортсмены        | Результат    | Место        | Результат            | Место                |
| -------------- | ----------------- | ------------ | ------------ | -------------------- | -------------------- |
| толкание ядра  | Димитриана Сурду  | 15,25        | 35           | Завершил выступление | Завершил выступление |
| метание диска  | Наталья Стратулат | 53,27        | 30           | Завершил выступление | Завершил выступление |
| метание молота | Залина Маргиева   | 71,72        | 5 q          | 73,50                | 5                    |
| метание молота | Марина Маргиева   | 65,19        | 24           | Завершил выступление | Завершил выступление |

### Стрельба из лука
В квалификации соревнований лучники выполняют 12 серий выстрелов по 6 стрел с расстояния 70-ти метров. По итогам предварительного раунда составляется сетка плей-офф, где в 1/32 финала 1-й номер посева встречается с 64-м, 2-й с 63-м и т. д. В поединках на выбывание спортсмены выполняют по три выстрела. Участник, набравший за эту серию больше очков получает 2 очка. Если же оба лучника набрали одинаковое количество баллов, то они получают по одному очку. Победителем пары становится лучник, первым набравший 6 очков.
Женщины
| Соревнование              | Спортсменка      | Квалификация | Квалификация | 1/32 финала            | 1/16 финала            | 1/8 финала            | Четвертьфинал         | Полуфинал             | Финал                 | Место |
| Соревнование              | Спортсменка      | Результат    | Место        | Соперник Результат     | Соперник Результат     | Соперник Результат    | Соперник Результат    | Соперник Результат    | Соперник Результат    | Место |
| ------------------------- | ---------------- | ------------ | ------------ | ---------------------- | ---------------------- | --------------------- | --------------------- | --------------------- | --------------------- | ----- |
| индивидуальное первенство | Александра Мырка | 636          | 27           | MEXА. Роман (38) В 6:4 | CHNУ Цзясинь (6) П 0:6 | завершила выступление | завершила выступление | завершила выступление | завершила выступление | 17    |

### Теннис
Соревнования пройдут на кортах олимпийского теннисного центра. Теннисные матчи будут проходить на кортах с твёрдым покрытием DecoTurf, на которых также проходит и Открытый чемпионат США. Раду Албот является первым теннисистом из Молдовы, который смог квалифицироваться на Олимпийские Игры.
Мужчины
| Соревнование     | Спортсмены | 1/32 финала                     | 1/16 финала                | 1/8 финала           | Четвертьфинал        | Полуфинал            | Финал                |
| Соревнование     | Спортсмены | Соперник Результат              | Соперник Результат         | Соперник Результат   | Соперник Результат   | Соперник Результат   | Соперник Результат   |
| ---------------- | ---------- | ------------------------------- | -------------------------- | -------------------- | -------------------- | -------------------- | -------------------- |
| одиночный разряд | Раду Албот | RUSТ. Габашвили В 4:6, 6:4, 6:4 | CROМ. Чилич (9) П 3:6, 4:6 | завершил выступление | завершил выступление | завершил выступление | завершил выступление |

### Тхэквондо
Соревнования по тхэквондо проходят по системе с выбыванием. Для победы в турнире спортсмену необходимо одержать 4 победы. Тхэквондисты, проигравшие по ходу соревнований будущим финалистам, принимают участие в утешительном турнире за две бронзовые медали.
Мужчины
| Категория | Спортсмены | Первый раунд        | Четвертьфинал        | Полуфинал            | Финал                | Место |
| Категория | Спортсмены | Соперник Результат  | Соперник Результат   | Соперник Результат   | Соперник Результат   | Место |
| --------- | ---------- | ------------------- | -------------------- | -------------------- | -------------------- | ----- |
| до 80 кг  | Аарон Кук  | ЛЮ В-Т Тайвань 2-14 | Завершил выступление | Завершил выступление | Завершил выступление | 11    |

### Тяжёлая атлетика
Каждый НОК самостоятельно выбирает категорию в которой выступит её тяжелоатлет. В рамках соревнований проводятся два упражнения — рывок и толчок. В каждом из упражнений спортсмену даётся 3 попытки. Победитель определяется по сумме двух упражнений. При равенстве результатов победа присуждается спортсмену, с меньшим собственным весом.
По итогам квалификационных соревнований Молдова получила 4 олимпийских лицензий, но из-за многократных нарушений антидопинговых правил Международная федерация тяжёлой атлетики приняла решение лишить страну двух квот у мужчин. После дисквалификации российских тяжелоатлетов, Молдова получила дополнительную квоту у женщин.
Мужчины
| Категория | Спортсмены     | Вес   | Рывок | Рывок | Рывок | Толчок | Толчок | Толчок | Всего | Место |
| Категория | Спортсмены     | Вес   | 1     | 2     | 3     | 1      | 2      | 3      | Всего | Место |
| --------- | -------------- | ----- | ----- | ----- | ----- | ------ | ------ | ------ | ----- | ----- |
| до 69 кг  | Сергей Чекир   | 68,75 | 140   | 144   | 175   | 170    | 175    | 178    | 322   | 6     |
| до 77 кг  | Александр Шпак | 76,52 | 150   | 155   | 158   | 185    | 190    | 192    | 347   | 5     |

Женщины
| Категория | Спортсмены      | Вес   | Рывок | Рывок | Рывок | Толчок | Толчок | Толчок | Всего | Место |
| Категория | Спортсмены      | Вес   | 1     | 2     | 3     | 1      | 2      | 3      | Всего | Место |
| --------- | --------------- | ----- | ----- | ----- | ----- | ------ | ------ | ------ | ----- | ----- |
| до 75 кг  | Наталья Прищепа | 73,72 | 93    | 97    | 100   | 110    | 116    | 123    | 213   | 12    |